# Coll Roig (Prada)
El Coll Roig, o de la Terma, és una collada a cavall dels termes comunals de Catllà i de Prada, tots dos a la comarca del Conflent, de la Catalunya del Nord. Està situat al nord-oest del terme de Prada, en el sector de terme que és a l'esquerra de la Tet, i al sud-oest del terme de Catllà.